# Quintus Pompeius Sosius Priscus
Quintus Pompeius Sos(s)ius Priscus war ein römischer Politiker, Senator und Militär des 2. Jahrhunderts n. Chr.
Priscus war ein Sohn des Suffektkonsuls des Jahres 108, Quintus Pompeius Falco; sein Sohn Quintus Pompeius Senecio Sosius Priscus war im Jahr 169 Konsul. Vor seiner prätorischen Laufbahn war Priscus sevir turmae II equitum Romanorum (Führer einer Schwadron römischer Ritter), triumvir monetalis, Quästor (142?) und Prätor (147?).
Im Jahr 149 wurde Priscus ordentlicher Konsul. Später, wohl 163/164, war er Prokonsul der Provinz Asia. Unter Kaiser Mark Aurel nahm Priscus als comes an den Donaukriegen teil; für seine Verdienste dort wurde er mit der dona militaria ausgezeichnet.